# 徐本
徐本（1683年—1747年），字立人、號是齋，浙江杭州府錢塘縣人。清朝正一品大學士、雲騎尉世職、賜「紫禁城騎馬」榮譽。進士出身，歷任貴州按察使、湖北布政使、安徽巡撫、左都御史、協辦大學士等，後官至太子太保、東閣大學士、軍機大臣、兼戶部尚書。乾隆九年六月因疾解任職位，乾隆帝為其加太子太傅銜，乾隆十二年過世後，諡號文穆，追贈少傅銜。隨後先是在乾隆二十二年（1757年）入祀浙江賢良祠，隨後在乾隆五十一年（1786年）再入祀京師賢良祠。其父是康熙朝吏部尚書徐潮，其弟則是陝西巡撫徐杞，其子徐以烜則官至禮部右侍郎。

## 生平

### 翰林正途
康熙五十七年（1718年），徐本以32歲的年紀，登戊戌科二甲第十二名進士。同年十月十五日（12月6日）選翰林院庶吉士。
康熙六十年四月二十四日（1721年5月19日），在經過散館考試之後，35歲的徐本被任命為正七品的翰林院編修。
雍正元年（1723年），身為編修的徐本擔任聖祖仁皇帝實錄纂修官一職。
雍正四年六月一日（1726年6月30日），44歲的翰林院編修徐本與翰林院檢討姚三辰一同署日講起居注官。

### 地方歷練
雍正五年（1727年），這一年徐本先是被授為從六品的左春坊左贊善，隨後又遷升為從五品的翰林院侍讀，後在七月二十七日（9月12日），徐本便以侍讀的身分前往提督貴州學政。
雍正七年三月十四日（1729年4月11日），禮部回覆應允上一年徐本所呈報的有關貴州教育的各項問題。九月十七日（11月7日），因福建按察使孫國璽升任山東布政使，因此貴州按察使李玉鋐調任福建按察使，而身為貴州學政、翰林院侍讀的徐本，在47歲的年紀被升任為正三品的貴州按察使。
雍正八年二月二十三日（1730年4月10日），江蘇按察使馬世珩因事而被革職，因此雍正帝調徐本為江蘇按察使。十月十八日（11月27日），徐本被升任為從二品的湖北布政使。
雍正十年八月二十九日（1732年10月17日），徐本升任安徽巡撫。
雍正十一年（1733年），先是在三月二十三日（5月6日），徐本請求裁撤安徽鳳陽關稅大使，隨後被允許。十二月十二日（1734年1月16日），52歲的徐本被提拔為從一品的都察院左都御史。接著在十二月十七日（1月21日），徐本此前在安徽巡撫任上請求增設安徽寧池太廣道一職，管理安慶府（簡稱「安」）、徽州府（簡稱「徽」）、池州府（簡稱「池」）、太平府（簡稱「太」）、寧國府（簡稱「寧」）、廣德直隸州（簡稱「廣」），治所設立在安慶府，也被雍正帝應允了。

### 中央大員
雍正十二年正月二十七日（1734年3月2日），時任左都御史的徐本與兵部尚書涂天相、戶部右侍郎趙殿最、國子監祭酒覺羅吳拜，四人一同擔任經筵講官之職。三月十二日，徐本再升任工部尚書十月七日（11月2日），徐本和禮部尚書三泰，一同被提拔為從一品的協辦大學士，並同時兼任其原本擔任的職位。
雍正十三年（1735年）調刑部尚書，與大學士鄂爾泰、張廷玉等辦理苗疆事務。乾隆元年（1736年）任東閣大學士兼禮部尚書，乾隆二年（1737年）入直南書房，予雲騎尉世職，乾隆三年（1738年）任軍機大臣，乾隆四年（1739年）加太子太保，賜紫禁城騎馬，乾隆七年（1742年）改兼戶部尚書，乾隆九年（1744年）六月加太子太傅致仕。乾隆十二年（1747年）卒，贈少傅，諡文穆，並賞銀一千兩治喪。

## 作品
- 〈恭和御制柳絮詩〉：「輕似吳綿薄似霜，相依靜院與間堂。添將掛衲僧衣軟，引得穿花蝶翅狂。無力只緣清露重，有情還逐野雲忙。但空結習無留滯，任點春衣總未妨。」
- 〈恭和御制落葉詩一〉：「曾為春歸悵落紅，那堪綠蔭又飄空。飛來遠嶂隨寒雁，散入清溪逐斷蓬。茗淪林間吹活火，貝書壇畔帶秋風。遙從碧宇丹霄望，片片餘霞掩映中。」
- 〈恭和御制落葉詩二〉：「策策商飆氣候殊，凋零萬木亦斯須。句留不住群芳歇，系戀渾忘一物無。芒徑夕陽聞踏馬，空山殘月靜啼烏。李將軍書傳烘染，傍屋依簷列數株。」

## 評價
乾隆帝：「大學士徐本，持躬端謹，才品優長，歷事三朝，宣力中外，朕御極之初，簡任綸扉，多資翊贊。」

## 家族
- 父：徐潮，康熙朝大臣，官至吏部尚書，過世後在乾隆朝被追諡文敬。
- 弟：徐杞，乾隆朝大臣，歷任甘肅布政使、陝西巡撫，後以正三品宗人府府丞致仕。
- 妻：曹氏，誥命一品夫人，吏部左侍郎曹鑑倫第四女。[1]
- 子（七人）：
  - 徐以烜，庶吉士出身（二甲進士），歷任翰林院編修、國子監司業、翰林院侍講學士、順天學政、內閣學士等，後官至從二品禮部右侍郎。[1][19]
  - 徐之煒，正三品蔭生，早卒。[1]
  - 徐翼燕，過繼給其弟徐杞，乾隆元年（1736年）丙辰恩科舉人，官至從六品光祿寺署正。[1]
  - 徐旬龍，正七品河南永城縣知縣。[1]
  - 徐殿恩，正五品順天府治中，早卒。[1]
  - 徐應衡，承襲正五品雲騎尉世職。[1]
  - 徐履端，監生。[1]
- 女（二人）：
  - 徐氏，正八品霍邱縣教諭張宏浚之妻。[1]
  - 徐氏，太子太傅東閣大學士梁詩正孫之妻。[1]

## 延伸阅读
[在维基数据编辑]
 《清史稿/卷302》，出自趙爾巽《清史稿》

## 外部連結
- 徐本 （页面存档备份，存于） 中研院史語所

| 官衔          | 官衔                                                                           | 官衔          |
| ------------- | ------------------------------------------------------------------------------ | ------------- |
| 前任： 陳惪華 | 戶部漢尚書 乾隆七年七月己巳－乾隆八年十月己巳 （1742年8月12日－1743年12月5日） | 繼任： 劉於義 |